# Lijst van kampioenen dammen van de Sovjet-Unie
Tabel van nummers 1, 2 en 3 van het kampioenschap dammen van de Sovjet-Unie.
| nr. | Jaar | Plaats         | Goud                                     | Zilver                          | Brons                          |
| 1   | 1954 | Leningrad      | Iser Koeperman                           | Pjotr Svjatoj                   | Zinovi Tsirik                  |
| 2   | 1955 | Minsk          | Iser Koeperman                           | Maks Sjavel                     | Zinovi Tsirik Vladimir Kaplan  |
| 3   | 1956 | Kiev           | Iser Koeperman                           | Maks Sjavel                     | Anatoli Kovrizjkin             |
| 4   | 1958 | Leningrad      | Michail Korchov                          | Mojsej Stanovski                | Roedolf Soeplin                |
| 5   | 1959 | Kiev           | Vjatsjeslav Sjtsjogoljev                 | Michail Korchov                 | Maks Sjavel                    |
| 6   | 1960 | Minsk          | Michail Korchov                          | Zinovi Tsirik                   | Maks Sjavel                    |
| 7   | 1961 | Letland        | Andris Andreiko                          | Iser Koeperman                  | Erlen Pomeranets               |
| 8   | 1962 | Oefa           | Iser Koeperman                           | Andris Andreiko                 | Valeri Epifanov                |
| 9   | 1963 | Leningrad      | Vjatsjeslav Sjtsjogoljev                 | Andris Andreiko                 | Aleksandr Rats                 |
| 10  | 1964 | Odessa         | Vjatsjeslav Sjtsjogoljev                 | Andris Andreiko                 | Nikolaj Sretenski              |
| 11  | 1965 | Tasjkent       | Andris Andreiko                          | Boris Sjkitkin Sergej Mansjin   |                                |
| 12  | 1966 | Moskou         | Andris Andreiko                          | Vladimir Kaplan                 | Vjatsjeslav Sjtsjogoljev       |
| 13  | 1967 | Minsk          | Iser Koeperman                           | Vjatsjeslav Sjtsjogoljev        | Anatoli Gantvarg               |
| 14  | 1968 | Kiev           | Andris Andreiko                          | Anatoli Gantvarg                | Vjatsjeslav Sjtsjogoljev       |
| 15  | 1969 | Charkov        | Anatoli Gantvarg                         | Vjatsjeslav Sjtsjogoljev        | Vladimir Kaplan                |
| 16  | 1970 | Tallinn        | Andris Andreiko                          | Michail Korchov                 | Iser Koeperman                 |
| 17  | 1971 | Tasjkent       | Andris Andreiko                          | Anatoli Gantvarg                | Iser Koeperman Michail Korchov |
| 18  | 1972 | Riga           | Andris Andreiko                          | Anatoli Gantvarg Lev Slobodskoj |                                |
| 19  | 1973 | Vilnius        | Anatoli Gantvarg                         | Aleksandr Mogiljanski           | Vjatsjeslav Sjtsjogoljev       |
| 20  | 1974 | Lvov           | Vladimir Agafonov                        | Vjatsjeslav Sjtsjogoljev        | Nikolaj Abatsjev               |
| 21  | 1975 | Vorosjilovgrad | Andris Andreiko                          | Anatoli Gantvarg                | Aleksandr Mogiljanski          |
| 22  | 1976 | Odessa         | Vjatsjeslav Sjtsjogoljev                 | Rostislav Lesjtsjinski          | Maks Sjavel                    |
| 23  | 1977 | Jerevan        | Anatoli Gantvarg                         | Nikolaj Misjtsjanski            | Lev Slobodskoj                 |
| 24  | 1978 | Minsk          | Michail Korenevski                       | Vjatsjeslav Sjtsjogoljev        | Anatoli Tsjoelkov              |
| 25  | 1979 | Riga           | Michail Korenevski Aleksandr Mogiljanski |                                 | Aleksandr Dybman               |
| 26  | 1980 | Odessa         | Nikolaj Misjtsjanski                     | Aleksandr Dybman                | Vjatsjeslav Sjtsjogoljev       |
| 27  | 1981 | Leningrad      | Anatoli Gantvarg                         | Leonid Tsipes                   | Michail Korenevski             |
| 28  | 1982 | Kiev           | Alexander Baljakin                       | Rostislav Lesjtsjinski          | Vadim Virny                    |
| 29  | 1983 | Tallinn        | Aleksandr Dybman                         | Vadim Virny                     | Vjatsjeslav Sjtsjogoljev       |
| 30  | 1984 | Archangelsk    | Aleksandr Dybman                         | Anatoli Gantvarg                | Alexander Baljakin             |
| 31  | 1985 | Charkov        | Nikolaj Misjtsjanski                     | Vadim Virny                     | Rostislav Lesjtsjinski         |
| 32  | 1986 | Minsk          | Aleksandr Dybman                         | Alexander Baljakin              | Nikolaj Misjtsjanski           |
| 33  | 1987 | Daugavpils     | Michail Korenevski                       | Guntis Valneris                 | Aleksandr Mogiljanski          |
| 34  | 1988 | Jerevan        | Alexander Baljakin                       | Aleksej Tsjizjov                | Guntis Valneris                |
| 35  | 1989 | Tasjkent       | Alexander Baljakin                       | Vadim Virny                     | Aleksandr Schwarzman           |
| 36  | 1990 | Leningrad      | Aleksej Tsjizjov                         | Jevgeni Vatoetin                | Guntis Valneris                |
| 37  | 1991 | Orjol          | Aleksandr Schwarzman                     | Igor Rybakov                    | Nikolaj Misjtsjanski           |

 België ·  Duitsland ·  Estland ·  Frankrijk ·  Italië ·  Letland ·  Litouwen ·  Nederland ·  Oekraïne ·  Polen ·  Rusland ·  Sovjet-Unie ·  Suriname ·  Tsjechië ·  Tsjecho-Slowakije ·  Wit-Rusland